# Федеративні Штати Мікронезії
Ця стаття про суверенну державу в Океанії. Про регіон під назвою Мікронезія, див. Мікронезія.
Федерати́вні Шта́ти Мікроне́зії, також ФШМ, Мікронезія (англ. Federated States of Micronesia, FSM, Micronesia) — держава в Мікронезії, яка розташована на частині Каролінських островів на заході Тихого океану, адміністративно поділяються на 4 штати — Косрае, Понпеї, Чуук (раніше Трук) і Яп; площа 700 км²; столиця Палікір, розташована у Понпеї.

## Географія

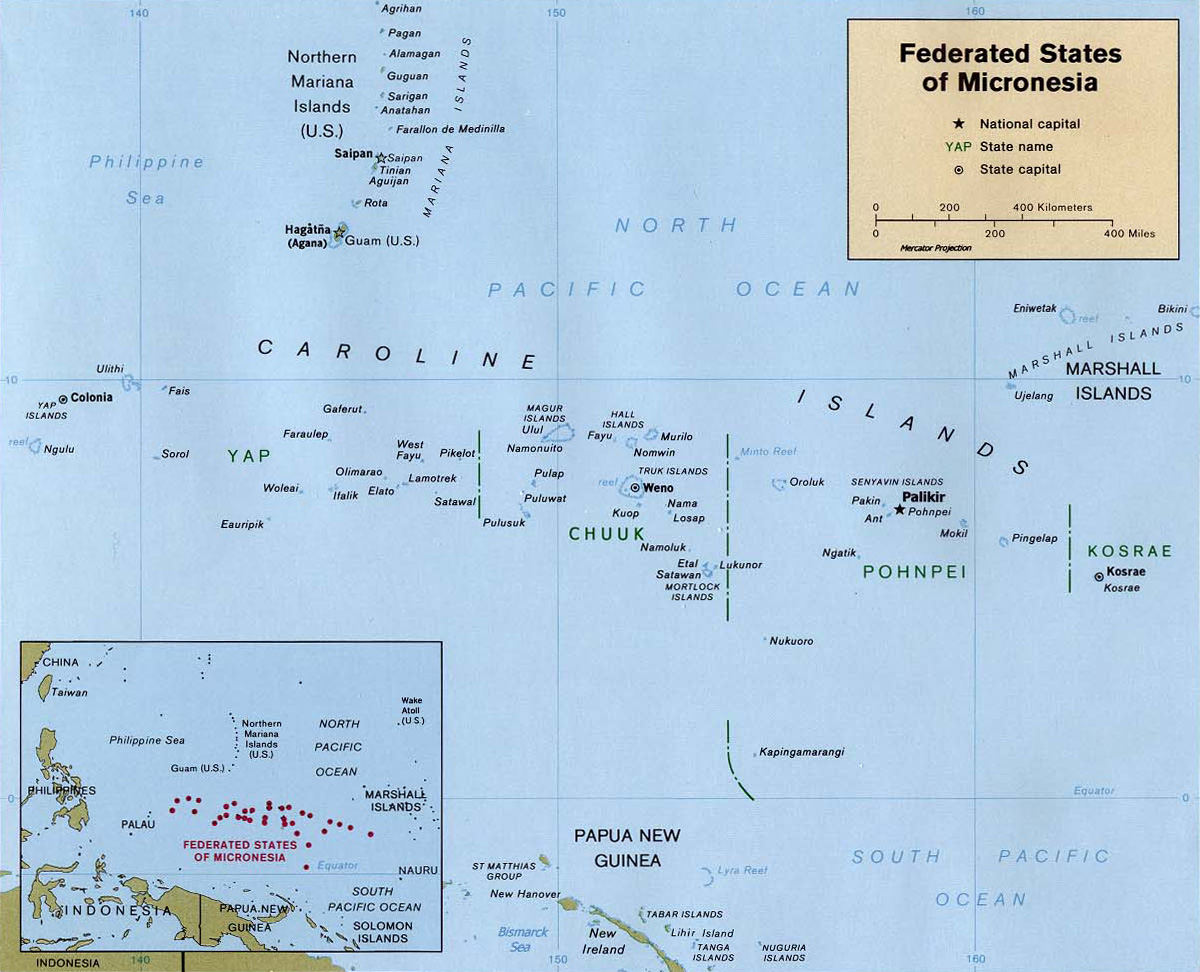
Мапа Федеративних Штатів Мікронезії

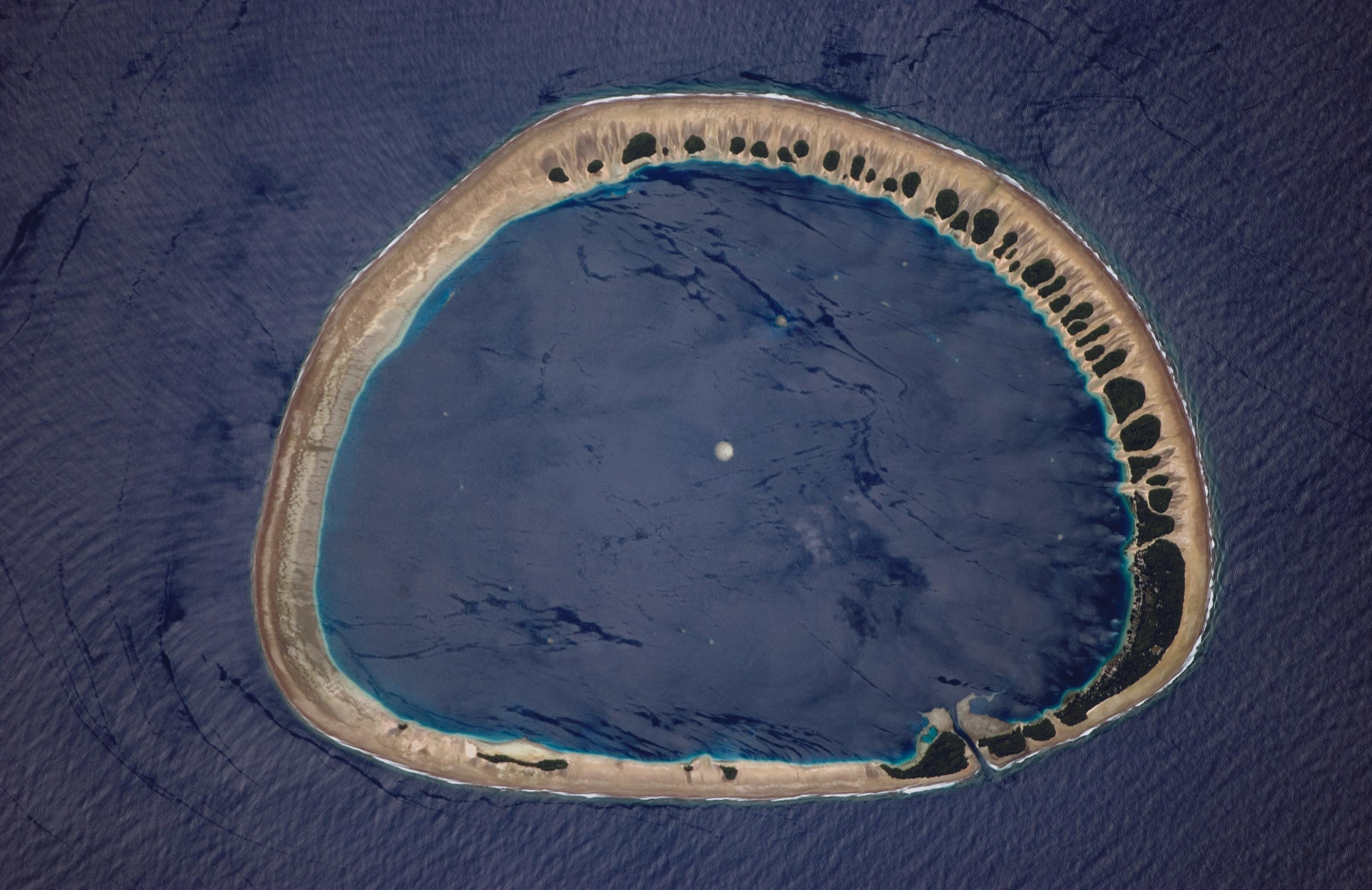
Атолл Нукуоро в південній частині країни

Федеративні Штати Мікронезії знаходяться в Мікронезії та розташовуються в північно-західній частині Океанії, в архіпелазі Каролінські острови, між 0 і 14 ° пн.ш. і 136 і 166 ° східної довготи, на відстані близько 4000 км на південний схід від Гавайських островів.
Являють собою державу, що складається з 607 дрібних островів, лише 40 з яких мають значні розміри. З 607 островів 65 населені. ФШМ складаються з чотирьох штатів: Яп, Чуук (кол. Трук), Понпеї (кол. Понапе) і Косрае (кол. Кусае). Столиця — місто Палікір на о. Понпеї. Хоча загальна площа земель в країні становить лише 702 км², вона займає понад 2 600 000 км² в Тихому океані. Кожен з чотирьох штатів складається з одного або більше «високих островів» зазвичай вулканічного походження, і всі, крім Косрае, мають у собі численні атоли. Штат Чуук — загальна площа становить 127 км² і охоплює сім основних груп островів. Штат Понпеї займає площу в 344 км² з яких 130 припадає на острів Понпеї, найбільший у ФШМ. Штат Яп складається з 4 великих островів, семи малих островів і 134 атолів, із загальною земельною площею 122 км². Штат Косрае — один високий острів, площею 109 км².
Всі великі острови вулканічного походження гористі, покриті лісом, оточені кораловими рифами. Інші являють собою атоли — коралові острови кільцеподібної форми, всередині яких є мілководні лагуни.
Найвища точка — гора Нана-Лауд (на о. Понпеї, висота 798 м).
Острови пов'язані між собою морським і повітряним транспортом. Присутній морський зв'язок із західним узбережжям США, Японією, Філіппінами, Тайванем, Гуамом і повітряний зв'язок з Гуамом, Гаваями, Науру.

### Клімат
Клімат екваторіальний і субекваторіальний, пасатно-мусонного типу. Сезонні коливання температури незначні. Середньомісячні температури — 26 — 33 °C. Тут часто йдуть рясні дощі. Найбільш вологий місяць — квітень. Опадів випадає від 2250 мм до 3000 — 6000 мм (у горах на острові Кусапе (Косрае)) в рік. Частина Тихого океану, де знаходиться Мікронезія, є областю зародження тайфунів, в середньому буває до 25 тайфунів на рік. Сезон тайфунів — з серпня по грудень. Вічнозелені тропічні ліси, савани; на великих коралових островах переважають кокосова пальма і панданус.

## Історія

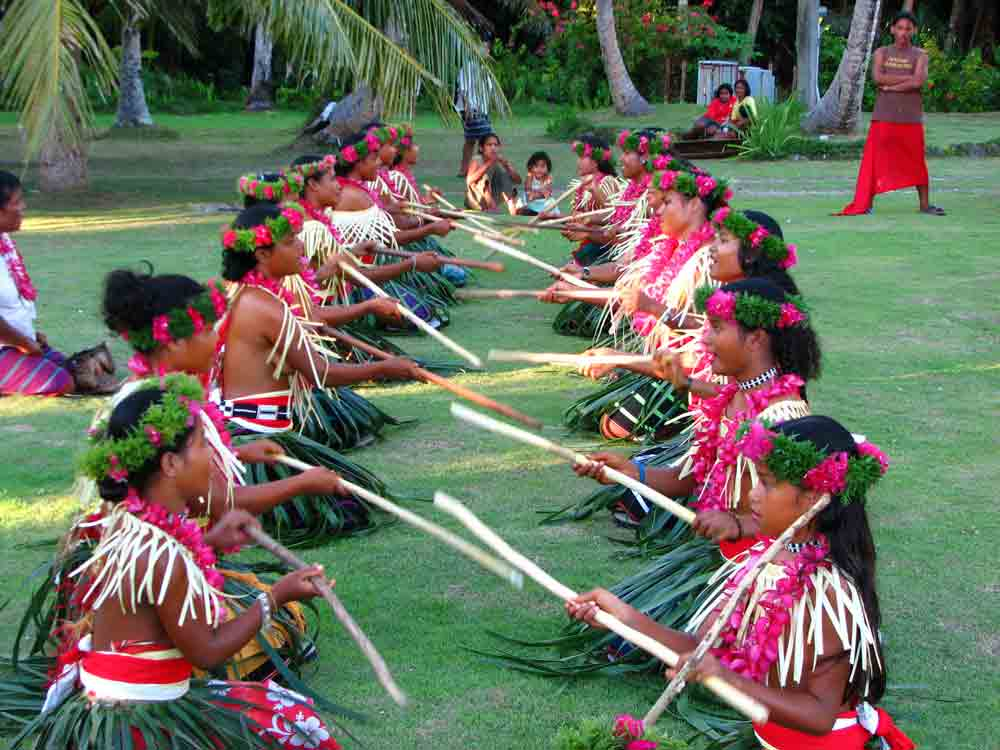
Церемоніальне вітання на острові Уліті

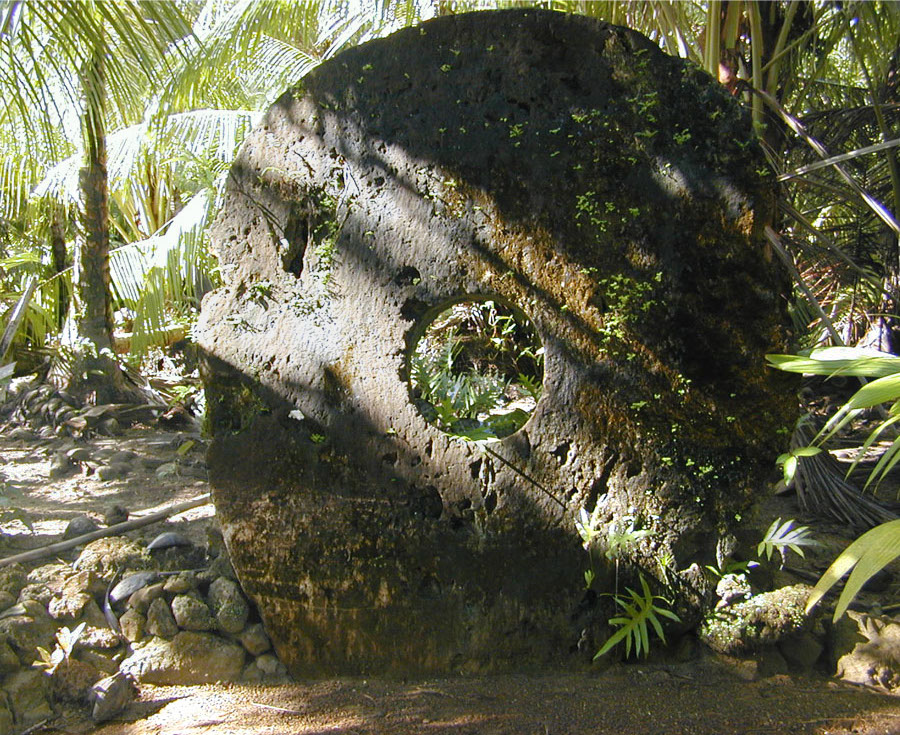
Кам'яні монети на остові Яп. Вага бл. 2 тон, та в діаметрі майже 3 метри. Ці монети знаходяться в «обігу» і сьогодні

Мікронезійці почали прибувати на ці острови з Азії в другому тисячолітті до н. е. Пам'ятником доколоніального періоду історії є комплекс Нан-Мадол, що знаходиться на острові Понапе. До моменту початку колонізації островів європейцями місцеве населення перебувало на стадії розкладання первіснообщинного ладу. Суспільство поділялося на ряд нерівноправних за своїм становищем соціальних груп. На деяких острівних групах виникли великі територіальні об'єднання, хоча держави ще створені не були.
Каролінські острови були відкриті іспанцями у 1527 році. У 17 столітті Іспанія оголосила Кароліни своїм володінням, проте фактичного контролю над архіпелагом встановлено не було. У 1885 році про свої претензії на Каролінські острови оголосила Німеччина, на острові Яп було встановлено німецький прапор. Іспанія звернулася до міжнародного арбітражу, і обраний арбітром папа Лев XIII присудив острови Іспанії. 12 лютого 1899 року іспанський прем'єр-міністр Франсіско Сільвела і німецький посол Йозеф фон Бадовіц підписали договір, згідно з яким Каролінські острови та низка інших островів Мікронезії були продані Німеччині Іспанією. Острів Яп став головним німецьким військово-морським центром зв'язку до Першої світової війни та важливим міжнародним центром кабельного телеграфування. 
Під час Першої світової війни більшість тихоокеанських володінь Німеччини були підкорені Японією, яка воювала на боці Альянсу та проявляла активність в азійських та тихоокеанських бойових діях. У 1919 році Японська імперія від Ліги Націй отримала  право на адміністрування  тихоокеанськими островами, а з 1920 року мандат на Південні тихоокеанські території.  Протягом цього періоду майже по всій Мікронезії японське населення зросло більш ніж 100 000 чол., тоді як корінне населення становило близько 40 000. Основними галузями промисловості стали цукрова тростина, гірничодобувна промисловість, рибальство та тропічне сільське господарство. 
Друга світова війна призвела до раптового закінчення відносного процвітання, яке відбувалося під час японської цивільної адміністрації. 
У Другій світовій війні острів Яп був одним із територій, яку США використовувала для проведення  основної тихоокеанської операції «Leapfrogging». З острова японські війська регулярно бомбардували американські кораблі та літаки, що завдало суттєвих збитків американській армії в Тихому океані. Японський гарнізон складав 4423 особи Імперської армії Японії під командуванням полковника Дайхачі Ито і 1944 імперських японських військовослужбовців. Значна частина японського флоту локалізувалася на острові Трук. У лютому 1944 р. одна з найважчих операцій «Hailstone» відбувалася на острові Трук, де більшість японських кораблів та літаків були розбиті. Врешті-решт у 1944 році ці та інші острови були захоплені США. З 1947 року стали частиною трастової території ООН, якою керували США до 1990.
У 1947 році Організація Об'єднаних Націй створила Трапільну територію тихоокеанських островів (TTPI), яка складалася з островів Корсае, Понпеї, Трук (нині Чуук), Яп, Палау, Маршаллові острови та північні Маріанські острови разом утворили цей союз. Сполучені Штати взяли на себе роль адміністратора, а радою Організації Об'єднаних Націй було призначене опікунство США над островами та мандат на право управління тихоокеанськими островами відповідно до прийнятого рішення 21-ї Резолюції Ради безпеки. Згідно з мандатом США мало дбати про економічний прогрес держав та про самодостатність місцевих мешканців.
10 травня 1979 р. чотири острови Чуук, Яп, Понпеї, Корсае проголосили про створення єдиної держави Федеративних Штатів Мікронезії та ратифікували конституцію нової держави. Палау, Північні Маріанські та Маршаллові острови на пропозицію увійти до об'єднання нової держави відхилили запит. Колишній Президент Конгресу Мікронезії Тосіво Накаяма став першим президентом ФШМ та сформував перший кабінет міністрів держави.
У 1982 році ФШМ підписали із США угоду про вільну асоціацію, яка набрала чинності 3 листопада 1986 року, що означало визнання Мікронезії незалежною державою. Статус вільної асоціації гарантував відповідальність США за оборону цієї держави та зобов'язувався фінансово дотувати в разі економічної кризи утвореної завдяки стихійному лиху. Ці відносини у сфері безпеки можуть бути змінені або припинені лише за взаємною згодою. Незалежність була офіційно визнана ООН, після того, як 22 грудня 1990 року Організація Об'єднаних Націй офіційно припинила статус опіки згідно з резолюцією #683 Ради Безпеки ООН. Федеративні Штати Мікронезії стали членом ООН у 1991.

## Політична система
Федеративні Штати Мікронезії — федеративна держава, що складається з 4 штатів, що мають власні уряди: Чуук (колиш. Трук), Косрае, Понпеї (колиш. Понапе) і Яп. Штати мають високий ступінь самостійності майже у всіх сферах державного життя. Діє Конституція 1979 р. складена за зразком Конституції США. За формою правління ФШМ — республіка особливого типу. Політичний режим демократичний. Політичні партії відсутні. Законодавча влада належить федеральному однопалатному парламенту — Конгресу ФШМ, що складається з 14 сенаторів (4 сенатори обираються по одному від кожного штату терміном на 4 роки, 10 в одномандатних округах з приблизно рівною кількістю виборців терміном на 2 роки). Голова держави та уряду — Президент, який обирається членами Конгресу ФШМ з-поміж 4 сенаторів від штатів терміном на 4 роки. Одночасно обирається Віцепрезидент.
Будучи окремим суб'єктом міжнародного права, ця країна знаходиться в асоціації зі США. Цей договір 1 травня 2004 р. був продовжений.

## Мікронезія і Україна
Дипломатичні відносини з Україною укладені 17 вересня 1999 року — цього дня Федеративні штати визнали незалежність України.
25 лютого 2022 року, після вторгнення Росії в Україну, президент Мікронезії Девід Пануело висловив солідарність з Києвом і оголосив про розрив дипломатичних відносин з Росією.

## Адміністративно-територіальний поділ
Федеративні Штати Мікронезії включають 4 штати:
| Прапор штату    | Штат   | Адміністративний центр штату | Територія штату, км² | Населення штату, ос. (2010) | Щільність населення, ос./км². |
| --------------- | ------ | ---------------------------- | -------------------- | --------------------------- | ----------------------------- |
| Flag of Chuuk   | Чуук   | Вено                         | 127                  | 48 654                      | 383,10                        |
| Flag of Kosrae  | Косрае | Тофол                        | 109                  | 6616                        | 60,70                         |
| Flag of Pohnpei | Понпеї | Колонія (Понпеї)             | 344                  | 36 196                      | 105,22                        |
| Flag of Yap     | Яп     | Колонія (Яп)                 | 122                  | 11 377                      | 93,25                         |
|                 | Всього |                              | 702                  | 102 843                     | 146,50                        |

## Економіка
ВВП на душу населення у 2008 році — 2,2 тис. дол. (183-тє місце у світі). Економічна діяльність — в основному сільське господарство і рибальство. Культивуються кокосова пальма, овочі та фрукти, банани, тапіока, чорний перець. Розводяться свині, кози, собаки (на м'ясо), кури. Промисловість — переробка сільгосппродукції, миловарні, лісопилки, виготовлення човнів. Експортні товари (14 млн. $) — Риба, копра, чорний перець, банани, сувеніри (в основному — в Японію і США). Імпортуються (133 млн. $) — Продовольство, промислові товари (в основному — з США і Японії). На островах немає мінеральних ресурсів, крім фосфатів. Є потенціал для туристичного бізнесу, проте його розвитку перешкоджають віддаленість островів, недостатність відповідних структур і нерозвиненість повітряного сполучення із зовнішнім світом. За умовами договору про вільну асоціацію, США виділили ФШМ в період із 1986 року по 2001 рік 1,3 млрд доларів. Потім розмір щорічної допомоги був зменшений, проте постійні багатомільйонні грошові надходження від США обіцяні до 2023 року.

## Населення
Чисельність населення — 102 843 осіб. (Перепис 2010 року).
Попри високий рівень народжуваності у 2015 р. спостерігалось скорочення населення ФШМ на 0.46 %. Це пов'язано з тим, що у цій країні найвищий рівень еміграції у світі — коефіцієнт міграції становить -20.93 мігрантів на 1 000 осіб.
Народжуваність — 22,6 ос. на 1000 осіб. (Фертильність — 2,8 народжень на жінку)
Смертність — 4,4 ос. на 1000 осіб.
Еміграція — 21 ос. на 1000 осіб.
Середня тривалість життя — 69 років у чоловіків і 73 роки у жінок.
Етнічний склад: чуукці — 48,8 %, понпейці — 24,2 %, косрае — 6,2 %, япці — 5,2 %, япці зовнішніх островів — 4,5 %, азійці — 1,8 %, полінезійці — 1,5 %, інші — близько 8 % (за переписом 2000 року).
Мови: англійська (офіційна і міжетнічного спілкування), 8 місцевих мов.
Релігії: католики — 54,7 % (56 230 ос.), протестанти — 38,5 % (39 546 ос..), мормони 1,5 % (1586 ос.), баптисти — 1,1 % (1145 ос.), інші — 4,2 %.
Грамотність населення — 89 %.